# Hendrik Vitters
Hendrik Vitters (Rotterdam, 23 juli 1903 - Maastricht, 4 mei 1977) was een Nederlandse zeevaarder en politicus. Hij collaboreerde tijdens de Tweede Wereldoorlog met de Duitse bezetter en was van 1942 tot 1945 burgemeester van Zaandam.

## Levensloop
Vitters doorliep het HBS en studeerde daarna aan de Zeevaartschool. Vervolgens voer hij twaalf jaar lang op de "grote vaart" als stuurman. Later werkte hij nog bij een expeditiebedrijf in Amsterdam.
Vitters was in 1933 toegetreden tot de Nationaal-Socialistische Beweging. Hij zegde in 1939 zijn lidmaatschap op omdat er bezwaren waren tegen het feit dat hij met de Engelse Florence Lavinia Martin-Scarborough was getrouwd. Kort na de Duitse inval in mei 1940 trad hij wederom toe tot de NSB. Vanwege de oorlog kon Vitters niet meer de zee op. In augustus 1942 werd hij benoemd tot burgemeester van Zaandam. Als burgemeester stelde hij onder andere een lijst samen met Zaandammers die in aanmerking kwamen voor gijzelaar.
In mei 1943 eiste Vitters dat alle leden van het Zaanse politiekorps een eed zouden afleggen waarbij ze beloofden het bezettingsrecht getrouw toe te passen en na te leven. Van de vijftig politiemannen weigerden acht de eed af te leggen. Ondanks die weigering nam Vitters geen verdere maatregels tegen de weigeraars. Vitters werd in februari 1944 waarnemend burgemeester van Westzaan na het ontslag van Hen Jantzen.
In september 1944 speelde Vitters een hoofdrol in een wel heel merkwaardig incident. Vier landwachters zouden een aanslag op hem hebben beraamd, omdat ze Vitters er van verdachten voor de Engelsen te spioneren. De vier mannen raakte echter betrokken in een ernstig auto-ongeluk waarbij de auto waar ze inzaten ter hoogte van Zaandijk over de kop sloeg. Vitters, die op de hoogte was van hun plannen, haastte zich daarna samen met de Zaanse politiechef Tonny Jansen naar de plek van het ongeluk. Ter plekke schoot Vitters een van de mannen dood, te weten Dirk Gerrit Hagoort. In een naoorlogse verklaring stelde Vitters dit uit zelfverdediging gedaan te hebben. Een tweede man, Andrianus Jacobus Andries van den Berg, werd door Jansen in de rug geschoten en overleed ter plaatse.
Tijdens de Hongerwinter richtte Vitters in samenwerking met verschillende bedrijven en lokale notabelen een noodorganisatie op voor voedselhulp. De organisatie zamelde geld en levensmiddelen in en distribueerde deze onder de bevolking.
Na de oorlog werd Vitters gearresteerd. Hij kreeg in 1947 een eis te horen van zes jaar, maar werd door de rechtbank veroordeeld tot een celstraf van 2 jaar en 9 maanden. Na het uitzitten van zijn celstraf ging Vitters weer varen. Hij klom op tot de rang van kapitein.
Op 11 oktober 1955 voer Vitters op het stoomschip Prins Maurits. Dit kwam ter hoogte van Vlieland in botsing met het Italiaanse stoomschip Vittorio Z, dat als gevolg daarvan zonk. De Raad van Scheepvaart rekende Vitters het ongeluk aan. Hij kreeg een lichte straf: een week ontzegging uit de functie van kapitein. De vrouw van Vitters overleed in januari 1958 als gevolg van een val op het schip ms. Prins Willem IV. Vitters was kapitein op dat schip. Vitters zelf overleed in 1977 in Maastricht.